# Зорино (Костромська область)
Зорино (рос. Зорино) — присілок в Мантуровському районі Костромської області Російської Федерації.
Населення становить 61 особу. Входить до складу муніципального утворення Самиловське сільське поселення.

## Історія
Від 1944 року населений пункт належить до Костромської області.
Від 2007 року входить до складу муніципального утворення Самыловское сельское поселение.

## Населення
| 2008 | 2010 | 2014 |
| ---- | ---- | ---- |
| 62   | ↘46  | ↗61  |